# أفينتورا
أفينتورا (بالإسبانية: Aventura) وهي فرقة موسيقي باجاتا أمريكية من نيويورك تشكلت هذه الفرقة في سنة 1994 وتتكون من أنتوني روميو سانتوس وهينري سانتوس وليني سانتوس وماكس سانتوس ثلاثة منهم تعود أصولهم إلى برونكس أما عائلاتهم تعود أصولهم إلى الدومينيكان بقيت هذه الفرقة معا إلى سنة 2011.

## روابط خارجية
- أفينتورا على موقع ميوزك برينز (الإنجليزية)
- أفينتورا على موقع أول ميوزيك (الإنجليزية)
- أفينتورا على موقع ديسكوغز (الإنجليزية)